# Bioexención
La bioexención (Biowaiver) es un término que hace referencia a la exención de los estudios de biodisponibilidad in vivo para demostrar la bioequivalencia de diferentes formulaciones orales de liberación inmediata de un mismo principio activo mediante un estudio comparativo de los perfiles de disolución in vitro.

## Introducción
La autorización de comercialización de cada medicamento se emite tras un proceso riguroso de evaluación de los resultados de I+D. Esta tarea la llevan a cabo las agencias reguladoras de cada país.
Una Especialidad Farmacéutica Genérica (EFG) debe mostrar la equivalencia (bioequivalencia) con el medicamento de referencia. Esto se pone de manifiesto por medio de estudios farmacocinéticos de biodisponibilidad llevados a cabo in vivo. Sin embargo, para ciertos fármacos, no son necesarios este tipo de estudios, sino que se admite la demostración de la bioequivalencia mediante un ensayo in vitro de disolución siempre que se cumplan ciertos requisitos.

## Condiciones para la bioexención
Una bioexención permite la demostración de equivalencia terapéutica mediante estudios de disolución realizados in vitro como alternativa al estudio clásico de bioequivalencia in vivo que compara la biodisponibilidad en magnitud y velocidad de las formulaciones analizadas. El ensayo realiza un estudio comparativo de los perfiles de disolución in vitro de las mismas.
Las bioxenciones están basadas en el Sistema de Clasificación Biofarmacéutica (Biopharmaceutics Classification System: BCS) propuesto por Gordon Amidon. Para que se pueda considerar la “bioexención” en un fármaco, es necesario que:
1. Contenga un principio activo de clase I de la BCS (alta solubilidad y alta permeabilidad), en formulación oral de liberación rápida.
2. Incluya, en algunas situaciones, formulaciones con principios activos de Clase II (baja solubilidad y alta permeabilidad) que son ácidos débiles o de Clase III (alta solubilidad y baja permeabilidad) siempre que cumplan ciertos criterios de disolución más estrictos:
  - Disolución rápida: liberación de > 85% del producto en 30 minutos a 37 °C ± 0,5  en medio estándar a pH 1,2, a 4,5 y 6,8, usando el Aparato I (aparato de cesta o método del cestillo) de la Farmacopea de Estados Unidos (en inglés United States Pharmacopeia, USP) a 100 rpm o el Aparato II (aparato de paletas o método de las paletas) de la USP a 50 rpm. Se aplica a productos farmacéuticos que contienen principios activos de Clase I y productos con principios activos de Clase II que son ácidos débiles.
  - Disolución muy rápida: liberación de > 85% del producto en 15 minutos a 37 °C ± 0,5  en medio estándar a pH 1,2, a 4,5 y 6,8, a una velocidad rotacional de 50 rpm en el Aparato II de la USP o 100 rpm en el Aparato I de la USP. Se aplica a productos farmacéuticos que contienen principios activos de Clase III.
3. No contenga excipientes que puedan influir en la absorción del fármaco.
4. No incluya un fármaco con un índice terapéutico estrecho.
5. Su absorción no esté destinada a realizarse en la cavidad oral, como los comprimidos sublinguales o bucales, entre otros.

### Consideraciones sobre los excipientes
Algunos excipientes pueden influir en la motilidad y/o la permeabilidad en el tracto  gastrointestinal. Por lo tanto, los excipientes utilizados en la formulación del producto deben ser analizados. Si el producto contiene excipientes que han sido utilizados antes en cantidades similares en otras formulaciones del mismo principio activo, se puede concluir que los excipientes no tendrán una influencia inesperada sobre la biodisponibilidad del producto. Sin embargo, si la formulación contiene diferentes excipientes o muy diferentes cantidades de los mismos, las autoridades competentes pueden optar por no permitir la bioexención.

## Similitud de los perfiles de disoluciónin vitro
Las diferentes normativas de la Agencia Europea de Medicamentos (EMA) y la Food and Drug Administration (FDA) marcan los criterios estadísticos que permiten establecer la similitud o no de los perfiles de disolución para considerar las formulaciones ensayadas como bioequivalentes.
La comparación de los perfiles de disolución entre productos se determina mediante el cálculo del factor de similitud (f2) y el factor de diferencia (f1) obtenidos a partir de las siguientes ecuaciones:
{\displaystyle f1=(\sum {_{t=1}^{n}}[R'_{t}-T'_{t}])/(\sum {_{t=1}^{n}}R')}
{\displaystyle f2=50*log\{[1+(1/n)\sum _{t=1}^{n}(Rt-Tt)^{2}]^{-0,5}]*100\}}
Donde:
n = Número de tomas de muestra durante el ensayo de disolución.
R’t = Promedio del % disuelto acumulado de la formulación de referencia.
T’t = Promedio del % disuelto acumulado de la formulación a ensayar.
𝑅𝑡 = Promedio del % disuelto de la formulación de referencia en cada intervalo de tiempo.
𝑇𝑡 = Promedio del % disuelto de la formulación a ensayar en cada intervalo de tiempo.
R y T corresponden al porcentaje acumulado de principio activo disuelto de la formulación de referencia y test respectivamente.
El factor de diferencia f1 refleja la diferencia acumulativa entre ambas curvas en todos los puntos de muestreo y es una medida del error relativo entre las dos curvas. Conceptualmente es una función de la diferencia absoluta promedio entre ambas curvas.
El factor de similitud f2 es una medida de la similitud en el % de disolución entre ambas curvas. Es una función recíproca de la transformación de la raíz cuadrada media de la suma de las distancias cuadradas en todos los puntos.
Un valor f2 ≥ 50 (50 a 100) y un valor de f1 ≤ 30 (0 a 30), aseguran similitud o equivalencia entre las dos curvas.
Para que las condiciones del ensayo de disolución puedan considerarse aceptables, los tiempos de muestreo deben ser los mismos para las formulaciones comparadas, como mínimo debe obtener tres y el coeficiente de variación de las concentraciones disueltas en los primeros tiempos de muestreo debe ser inferior al 20% y al 10% para las concentraciones obtenidas en los últimos tiempos. Una diferencia media entre 2 perfiles del 10% en todos los puntos de la curva se corresponde con un f2 igual a 50.
Valores de f2 para diferentes porcentajes de diferencia en perfiles comparados:
| Diferencia | 2% | 5% | 10% | 15% | 20% |
| ---------- | -- | -- | --- | --- | --- |
| f2         | 83 | 65 | 50  | 41  | 36  |

## Ventajas de las bioexenciones
En la práctica los fármacos que pueden ser considerados como bioexención y mostrar bioequivalencia con estudios in vitro, presentan ventajas con respecto a aquellos que requieren realizar los estudios de bioequivalencia in vivo. Entre ellas se pueden considerar las siguientes:
1. Menor variabilidad, facilidad de control y mayores probabilidades de detectar diferencias entre dos productos farmacéuticos, si es que existen.
2. La no utilización de humanos para el estudio, hecho que elimina la posibilidad de efectos tóxicos en los voluntarios por reacciones adversas a medicamentos (RAM).
3. Reducción del tiempo de análisis y del coste del desarrollo de los medicamentos bioequivalentes.